# Mestolobes amethystias
Mestolobes amethystias là một loài bướm đêm thuộc họ Crambidae. Nó là loài đặc hữu của Kauai và Hawaii.